# ماه‌گرفتگی آوریل ۲۰۱۵

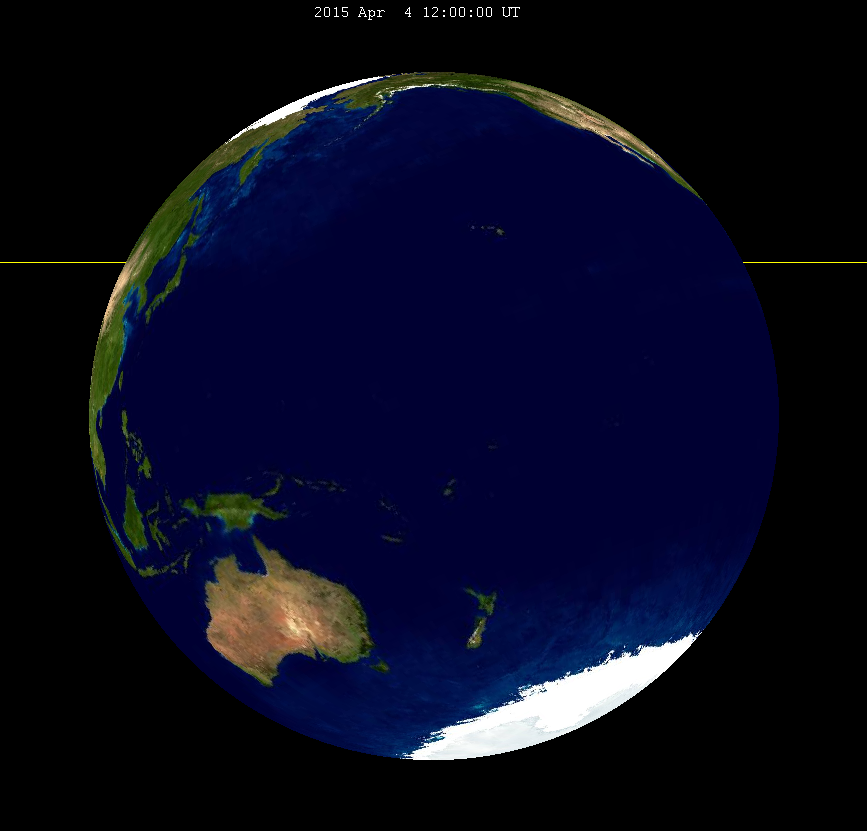
نمای کره زمین از ماه هنگام اوج گرفت. این ماه گرفتگی از ایران قابل رویت نبود.

ماه‌گرفتگی ۴ آوریل ۲۰۱۵ (۱۵ فروردین ۱۳۹۴)، یک ماه‌گرفتگی کلی بود که در سرزمینهای آمریکا، نیمه شرقی آسیا، اقیانوسیه و جنوبگان روی داد.

## نگارخانه

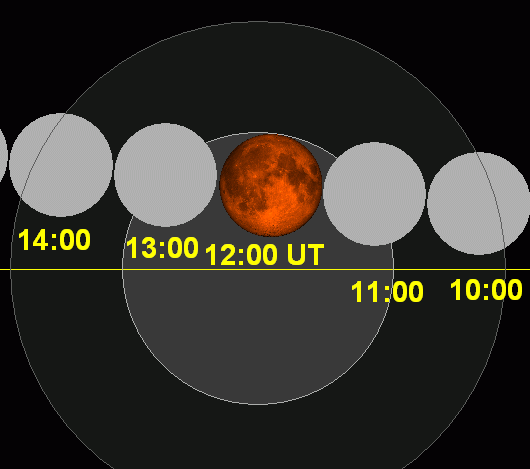